# 加藤茉奈
加藤 茉奈（かとう まな、1989年2月23日 - ）は、日本の元タレント。兵庫県出身。よしもとクリエイティブ・エージェンシー大阪に所属していた。

## 人物
- NSC女性タレントコース5期生。
- 吉本発ガールズユニット（当時）つぼみの元メンバー。ユニット内の旧チーム体制ではチームcoolに所属していた。
- 愛称は「まなてぃ」「師匠」。
- 開花宣言vol.2まで福田麻貴（現・3時のヒロイン）と「やぶさめ」というコンビを組んでいた。
- 自身の身長をネタにした「170↑↑」というコンビをたみ優子と組んでいたことがあった[1]。
- 大丸京都店 うふふガールズブログにてモデルをしていたことがあり[2]、ファッションにはこだわりがある。
- 2014年3月30日に5upよしもと（現・よしもと漫才劇場）で行われたイベント出演をもってつぼみを卒業、同年3月31日によしもとを退社し、引退した。
- 卒業した現在でもつぼみ現メンバー及びOGと交流が見られる事がメンバーのSNSやブログの写真で取り上げられている。
- 2015年4月26日に梅田HEP HALLで行われた「TSUBOMI LIVE～梅田でごめんね。1000日前からI Love you～」にてOGとしてゲスト出演し現メンバーらと共に歌とダンスを披露した、その後在籍時最も気に入っていた樋口みどりこと2ショット写真を撮った、卒業後もつぼみ公演に観客として訪れている事が見られる。

## 過去の出演

### インターネット動画
- つぼみのニコニコランド!（ニコニコ動画）水曜出演（番組MC）
- もっと！桜 稲垣早希(ニコニコ動画）不定期出演

### テレビ
- 新春!よしもと大爆笑2013（2013年1月1日、サンテレビ）小寺真理と一緒にアシスタントとして出演。
- ツキギメ! 奇跡のムチャぶり大作戦 ムチャレンジ!!（2013年5月8日、関西テレビ）

### ラジオ
- ヨシモト＊chatterbox!（YES-fm）月曜日アシスタント[3]
- ラジオよしもと むっちゃ元気スーパー!（ラジオ大阪）金曜日アシスタント

### DVD
- ようこそ桜の季節へ（2009年12月23日発売）
- つぼみの開花宣言!! ～はじめてのDVDガンバリました!～（2011年2月9日発売）

### 舞台
- 久馬歩編集 月刊コント6月号（2011年6月27日、よしもとプリンスシアター）
- THE アイスビールショー（2012年1月15日、5upよしもと） - つぼみダンス選抜ユニットmixの一員として出演
- 久馬歩編集 月刊コント3月号（2012年3月18日、5upよしもと）

### イベント
- よしもと爆笑ビンゴ大会（2011年7月30日 11:30～/14:30～、みさき公園）
- 『CHOKiCHOKi×WEGO全国ツアー2012』おしゃれKING+チョキチョキ編集長トークLIVE（2012年3月3日、WEGO心斎橋店）イベントMC